# Zajęcze Łęgi
Zajęcze Łęgi (do 1945 niem. Hasenflag Wiesen) – 130-hektarowe trzcinowisko na wschodnim krańcu wyspy Karsibór, na którym prowadzi się regularną plantację trzciny pospolitej. Roślina jest tu uprawiana podobnie jak zboże - co rok koszona, a potem i suszona w wielkich suszarniach na zachodnim skraju trzcinowisk. Sprzedaje się ją do Niemiec, gdzie wykorzystywana jest głównie do krycia dachów.
Na terenie Zajęczych Łęg spotkać można ptaki brodzące, m.in. rycyka i bekasika. Jest obszarem lęgowym ptactwa wodnego i zimujących gęsi.